# US-amerikanische Leichtathletik-Hallenmeisterschaften 2016
Die US-amerikanischen Leichtathletik-Hallenmeisterschaften 2016 (englisch 2016 USATF Indoor Track & Field Championships) fanden am 11. und 12. März 2016 im Oregon Convention Center von Portland im US-Bundesstaat Oregon statt. Organisiert wurden sie vom US-amerikanischen Dachverband USA Track & Field (USATF).

## Qualifikation für die Hallenweltmeisterschaften
Die Titelkämpfe dienten auch der Qualifikation für das US-Team bei den vom 17. bis zum 20. März ausgetragenen Hallenweltmeisterschaften an gleicher Stelle.

## Ausgelagerte Wettbewerbe
Die Fünf- und Siebenkämpfe waren schon am 26. und 27. Februar im Rahmen der US-Hallenmehrkampfmeisterschaften im John Fuhrer Field House in Crete im US-Bundesstaat Nebraska ausgetragen worden.

## Ergebnisse
Es wurde ein Meetingrekord aufgestellt, wobei im gleichen Lauf insgesamt fünf Läufer schneller als der bisherige Meetingrekord waren. Zudem wurde eine Bronzemedaillengewinnerin später disqualifiziert, nachdem sie des Dopings überführt worden war.

### Frauen
| Disziplin         | Gold                | Gold         | Silber                    | Silber       | Bronze            | Bronze       |
| ----------------- | ------------------- | ------------ | ------------------------- | ------------ | ----------------- | ------------ |
| 60 m              | Barbara Pierre      | 7,00 s       | Tori Bowie                | 7,15 s       | Tianna Bartoletta | 7,17 s       |
| 400 m             | Quanera Hayes       | 51,09 s      | Ashley Spencer            | 51,29 s      | Natasha Hastings  | 51,34 s      |
| 800 m             | Ajeé Wilson         | 2:00,87 min  | Laura Roesler             | 2:02,44 min  | Phoebe Wright     | 2:02,51 min  |
| 1500 m            | Brenda Martinez     | 4:08,37 min  | Cory McGee                | 4:09,97 min  | Amanda Eccleston  | 4:10,42 min  |
| 3000 m            | Shannon Rowbury     | 8:55,65 min  | Abbey D’Agostino          | 8:57,31 min  | Shalaya Kipp      | 8:59,85 min  |
| 60 m Hürden       | Brianna Rollins     | 7,76 s       | Kendra Harrison           | 7,77 s       | Queen Harrison    | 7,83 s       |
| 3000 m Gehen      | Maria Michta-Coffey | 12:33,75 min | Miranda Melville          | 12:47,39 min | Erin Gray         | 13:00,03 min |
| Hochsprung        | Vashti Cunningham   | 1,99 m       | Elizabeth Patterson       | 1,93 m       | Chaunté Lowe      | 1,93 m       |
| Stabhochsprung 1) | Sandi Morris        | 4,95 m       | Jennifer Suhr             | 4,90 m       | Kristen Hixson    | 4,65 m       |
| Weitsprung        | Brittney Reese      | 6,89 m       | Janay DeLoach             | 6,64 m       | Andrea Geubelle   | 6,57 m       |
| Dreisprung        | Christina Epps      | 14,05 m      | Tori Franklin             | 13,66 m      | Imani Oliver      | 13,59 m      |
| Kugelstoßen       | Michelle Carter     | 19,49 m      | Jillian Camarena-Williams | 18,64 m      | Jeneva Stevens    | 18,56 m      |
| Gewichtweitwurf   | Gwen Berry          | 24,35 m      | Amber Campbell            | 24,19 m      | Felisha Johnson   | 23,53 m      |
| Fünfkampf         | Barbara Nwaba       | 4.415 Punkte | Kaylon Eppinger           | 4.285 Punkte | Chari Hawkins     | 4.225 Punkte |

### Männer
| Disziplin       | Gold               | Gold         | Silber            | Silber       | Bronze           | Bronze       |
| --------------- | ------------------ | ------------ | ----------------- | ------------ | ---------------- | ------------ |
| 60 m            | Marvin Bracy       | 6,51 s       | Trayvon Bromell   | 6,51 s       | Trell Kimmons    | 6,55 s       |
| 400 m           | Vernon Norwood     | 45,80 s      | Kyle Clemons      | 45,95 s      | Elvyonn Bailey   | 46,22 s      |
| 800 m           | Boris Berian       | 1:47,19 min  | Erik Sowinski     | 1:47,62 min  | Casimir Loxsom   | 1:47,89 min  |
| 1500 m          | Matthew Centrowitz | 3:44,33 min  | Robby Andrews     | 3:44,40 min  | Ben Blankenship  | 3:45,40 min  |
| 3000 m 1)       | Ryan Hill          | 7:38,60 min  | Paul Chelimo      | 7:39,00 min  | Eric Jenkins     | 7:41,19 min  |
| 60 m Hürden     | Jarret Eaton       | 7,52 s       | Spencer Adams     | 7,58 s       | Jeff Porter      | 7,60 s       |
| 3000 m Gehen    | John Nunn          | 11:37,09 min | Nick Christie     | 11:56,07 min | Anthony Peters   | 11:59,17 min |
| Hochsprung      | Erik Kynard        | 2,29 m       | Bryan McBride     | 2,26 m       | Deante Kemper    | 2,26 m       |
| Stabhochsprung  | Sam Kendricks      | 5,90 m       | Mike Arnold       | 5,60 m       | Cale Simmons     | 5,50 m       |
| Weitsprung      | Marquis Dendy      | 8,41 m       | Jeffery Henderson | 8,05 m       | Marquise Goodwin | 8,05 m       |
| Dreisprung      | Chris Carter       | 17,06 m      | Omar Craddock     | 16,96 m      | Chris Benard     | 16,93 m      |
| Kugelstoßen     | Kurt Roberts       | 20,08 m      | Reese Hoffa       | 20,07 m      | Jonathan Jones   | 19,94 m      |
| Gewichtweitwurf | Colin Dunbar       | 23,96 m      | A. G. Kruger      | 23,24 m      | Sean Donnelly    | 23,05 m      |
| Siebenkampf     | Curtis Beach       | 6.075 Punkte | Japheth Cato      | 5.875 Punkte | Miller Moss      | 5.712 Punkte |